# Тобенкин, Элайас
Эла́йас Тобе́нкин (англ. Elias Tobenkin; 11 февраля 1882, Слуцк, Минская губерния, Российская империя — 19 октября 1963, Чикаго, США) — американский журналист, писатель.

## Биография
Родился в 1882 году в семье Фанни и Маркуса А. (Моше Арона) Тобенкина. Семейная Библия с записями была утеряна, поэтому известна только предположительная дата рождения: 2 или 11 февраля.
В 1899 семья Тобенкиных эмигрировала в США, поселившись в Мадисоне, столице штата Висконсин. Здесь же Тобенкин окончил среднюю школу, получил степень бакалавра (1905) и магистра немецкой литературы и философии (1906) в университете Висконсина.
Начал свою карьеру в 1906 журналистом в Free Press (Милуоки), но год спустя переехал в Чикаго, где женился на Рае Швид и начал сотрудничать с Chicago Tribune. Следующие три года провёл в Нью-Йорке как независимый журналист. В 1912 вернулся в Чикаго и был зачислен в штат Chicago Tribune, где стал одним из самых заметных обозревателей жизни иммигрантов в США.
С 1916 начал писать статьи на экономическую тему для Metropolitan Magazine, а также работать журналистом The San Francisco Examiner.
После одобрения Теодора Драйзера и Синклера Льюиса публикует свой первый роман «Witte Arrives» (1916). Роман, повествующий о жизни Эмиля Витте, младшего сына в ортодоксальной еврейской семье, от момента прибытия из России в США до становления известным журналистом, частично автобиографичен. Помимо общего сходства с биографией Тобенкина, в книге можно найти вымышленный город Спринг-Уотер, носящий черты Мадисона, и нелестную характеристику Роберта Маккормика, владельца Chicago Tribune. После публикации критики сравнивали роман с вышедшей несколькими годами ранее автобиографической книгой польской эмигрантки Мэри Антин, хотя в работе Тобенкина и отсутствовало присущее роману Антин восхваление «американской мечты» и иммиграции в целом, а центр внимания в большей степени сосредоточен на описании журналистской работы. «Witte Arrives» неоднократно переиздавался (1919, 1968) наравне с другим успешным романом Тобенкина «God of Might» (1925), также рассказывающем об американизации иммигрантов, в частности о проблемах межнациональных браков.
В 1919—1920 как иностранный корреспондент New York Herald побывал в Германии и Польше. Следующий десяток лет провел, совмещая работу корреспондента, колумниста и прозаика. В 1921 брал интервью у Альберта Эйнштейна во время его визита в США.
В 1931 жил и работал в Москве, был московским корреспондентом Jewish Telegraphic Agency. Результатом 10-месячного пребывания в СССР стала книга «Stalin’s Ladder: War and Peace in the Soviet Union» (1933).
В 1935 и 1936 совершил кругосветное путешествие, после которого написал книгу «The Peoples Want Peace» (1938).
После смерти жены Раи в 1938 проживал в Нью-Йорке и Вашингтоне со своим единственным сыном Полом (англ. Paul Burton Tobenkin), журналистом New York Herald Tribune.
С 1943 работал над романом «The Father», который должен был завершить трилогию об иммигрантах, начатую «Witte Arrives» и «God of Might».
В 1961 году высшей школой журналистики Колумбийского университета была учреждена премия имени Пола Тобенкина, вручаемая журналистам «за выдающиеся достижения в борьбе против расовой и религиозной нетерпимости и дискриминации в США».
Умер в 1963 году у себя дома в Чикаго.
Архивы Элайаса Тобенкина хранятся в Техасском университете в Остине.

## Произведения

### Романы
- «Witte Arrives» (1916)
- «The House of Conrad» (1918)
- «The Road» (1922)
- «God of Might» (1925)
- «In the Dark» (1931)
- «City of Friends» (1934)
- «The Father» (не опубликован)[1]

### Публицистика
- «Stalin’s Ladder: War and Peace in the Soviet Union» (1933)
- «The Peoples Want Peace» (1938)